# Jiří Kučera
Jiří Kučera (* 28. března 1966 Plzeň) je bývalý český hokejový útočník, bývalý reprezentant České republiky a Československa. V roce 2015 byl uveden do Síně slávy českého hokeje.

## Kariéra

### Klubová kariéra
V nejvyšší československé lize debutoval v sedmnácti letech v sezóně 1983/84. S výjimkou dvou ročníku (1985/1986 a 1986/87), kdy jako voják působil v Dukle Jihlava, hrál ve Škodě Plzeň až do roku 1990. Dvakrát se stal nejlepším střelcem klubu v sezóně. 

V roce 1990 přestoupil do finského klubu Tappara Tampere, kde strávil čtyři úspěšné sezóny. Od roku 1994 pak hrával nejvyšší švédskou ligu za Luleå HF. Po dvou letech se vrátil domů do tehdy ambiciózního týmu Plzně, týmu se však příliš nedařilo a následující ročník odehrál opět v zahraničí v Klotenu. Poté hrál ještě tři sezóny opět ve švédské Elitserien za Luleu. Pro zdravotní potíže ukončil v roce 2001 aktivní kariéru a začal se věnovat trenérství.

### Trenérská kariéra
V současnosti pracuje jako hokejový trenér. Vedl několik prvoligových celků, v extralize působil především v týmu HC Litvínov, kde pracoval nejen jako asistent, ale i jako hlavní trenér.

### Reprezentační kariéra
Kučera reprezentoval Československo, ČSFR a Česko celkem na osmi světových šampionátech – 1987, 1989, 1990, 1991, 1993, 1994, 1995 a 1996, kde se stal mistrem světa. Na tomto mistrovství vstřelil pět branek a byl ve finále proti Kanadě autorem poslední branky šampionátu. Zúčastnil se také Zimních olympijských her 1994 (5. místo) a neúspěšného Světového poháru 1996.

## Klubová statistika
| Sezóna        | Klub                | Soutěž        |     | Základní část | Základní část | Základní část | Základní část | Základní část |    | Play off | Play off | Play off | Play off | Play off |
| Sezóna        | Klub                | Soutěž        | Z   | G             | A             | B             | TM            | Z             | G  | A        | B        | TM       |          |          |
| 1983-84       | TJ Škoda Plzeň      | ČSHL          | 12  | 0             | 0             | 0             | 0             | —             | —  | —        | —        | —        |          |          |
| 1984-85       | TJ Škoda Plzeň      | ČSHL          | 40  | 6             | 6             | 12            | 4             | —             | —  | —        | —        | —        |          |          |
| 1985-86       | ASD Dukla Jihlava   | ČSHL          | 30  | 6             | 4             | 10            | 10            | —             | —  | —        | —        | —        |          |          |
| 1985-86       | ASD Dukla Jihlava B | 1.ČSHL        | —   | 3             | —             | —             | —             | —             | —  | —        | —        | —        |          |          |
| 1986-87       | ASD Dukla Jihlava   | ČSHL          | 34  | 10            | 10            | 20            | 18            | 9             | 3  | 2        | 5        | —        |          |          |
| 1987-88       | TJ Škoda Plzeň      | ČSHL          | 32  | 15            | 15            | 30            | 22            | —             | —  | —        | —        | —        |          |          |
| 1988-89       | TJ Škoda Plzeň      | ČSHL          | 32  | 16            | 13            | 29            | 22            | 8             | 4  | 2        | 6        | —        |          |          |
| 1989-90       | TJ Škoda Plzeň      | ČSHL          | 47  | 13            | 24            | 37            | 16            | —             | —  | —        | —        | —        |          |          |
| 1990-91       | Tappara             | SM-l          | 44  | 23            | 34            | 57            | 26            | 3             | 0  | 2        | 2        | 4        |          |          |
| 1991-92       | Tappara             | SM-l          | 44  | 22            | 20            | 42            | 8             | —             | —  | —        | —        | —        |          |          |
| 1992-93       | Tappara             | SM-l          | 48  | 22            | 32            | 54            | 20            | —             | —  | —        | —        | —        |          |          |
| 1993-94       | Tappara             | SM-l          | 47  | 16            | 26            | 42            | 37            | 10            | 7  | 5        | 12       | 4        |          |          |
| 1994-95       | Luleå HF            | SEL           | 40  | 15            | 12            | 27            | 24            | 9             | 2  | 7        | 9        | 8        |          |          |
| 1995-96       | Luleå HF            | SEL           | 39  | 15            | 19            | 34            | 18            | 12            | 4  | 6        | 10       | 6        |          |          |
| 1996-97       | HC ZKZ Plzeň        | ČHL           | 43  | 10            | 23            | 33            | 28            | —             | —  | —        | —        | —        |          |          |
| 1997-98       | EHC Kloten          | NLA           | 38  | 8             | 22            | 30            | 18            | 7             | 1  | 2        | 3        | 2        |          |          |
| 1998-99       | Luleå HF            | SEL           | 45  | 7             | 21            | 28            | 52            | 5             | 2  | 1        | 3        | 4        |          |          |
| 1999-00       | Luleå HF            | SEL           | 47  | 13            | 21            | 34            | 34            | 9             | 1  | 1        | 2        | 6        |          |          |
| 2000-01       | Luleå HF            | SEL           | 34  | 10            | 8             | 18            | 8             | —             | —  | —        | —        | —        |          |          |
| Celkem v SM-l | Celkem v SM-l       | Celkem v SM-l | 183 | 83            | 112           | 195           | 91            | 17            | 11 | 11       | 22       | 10       |          |          |
| Celkem v NLA  | Celkem v NLA        | Celkem v NLA  | 38  | 8             | 22            | 30            | 18            | 7             | 1  | 2        | 3        | 2        |          |          |
| Celkem v SEL  | Celkem v SEL        | Celkem v SEL  | 205 | 60            | 81            | 141           | 136           | 35            | 9  | 15       | 24       | 24       |          |          |

## Reprezentace
| Rok                       | Tým                       | Soutěž                    | Z  | G  | A  | B  | TM |
| ------------------------- | ------------------------- | ------------------------- | -- | -- | -- | -- | -- |
| 1984                      | Československo 18         | MEJ                       | —  | —  | —  | —  | —  |
| 1985                      | Československo 20         | MSJ                       | 7  | 2  | 3  | 5  | 0  |
| 1986                      | Československo 20         | MSJ                       | 7  | 5  | 5  | 10 | 8  |
| 1987                      | Československo            | KP                        | 6  | 0  | 0  | 0  | 2  |
| 1987                      | Československo            | MS                        | 10 | 0  | 2  | 2  | 11 |
| 1989                      | Československo            | MS                        | 10 | 2  | 2  | 4  | 4  |
| 1990                      | Československo            | MS                        | 8  | 4  | 1  | 5  | 8  |
| 1991                      | Československo            | MS                        | 10 | 0  | 1  | 1  | 2  |
| 1993                      | Česko                     | MS                        | 7  | 0  | 5  | 5  | 2  |
| 1994                      | Česko                     | OH                        | 8  | 6  | 2  | 8  | 4  |
| 1994                      | Česko                     | MS                        | 6  | 4  | 0  | 4  | 0  |
| 1995                      | Česko                     | MS                        | 8  | 1  | 0  | 1  | 2  |
| 1996                      | Česko                     | SP                        | 2  | 0  | 0  | 0  | 2  |
| 1996                      | Česko                     | MS                        | 8  | 5  | 2  | 7  | 6  |
| Seniorská kariéra celkově | Seniorská kariéra celkově | Seniorská kariéra celkově | 83 | 22 | 15 | 37 | 43 |